# Ісманінг
Ісманінг (нім. Ismaning) — громада в Німеччині, розташована в землі Баварія. Підпорядковується адміністративному округу Верхня Баварія. Входить до складу району Мюнхен.
Площа — 40,19 км2. Населення становить 17 605 ос. (станом на 31 грудня 2020).